# Placówka Straży Celnej „Żylice”

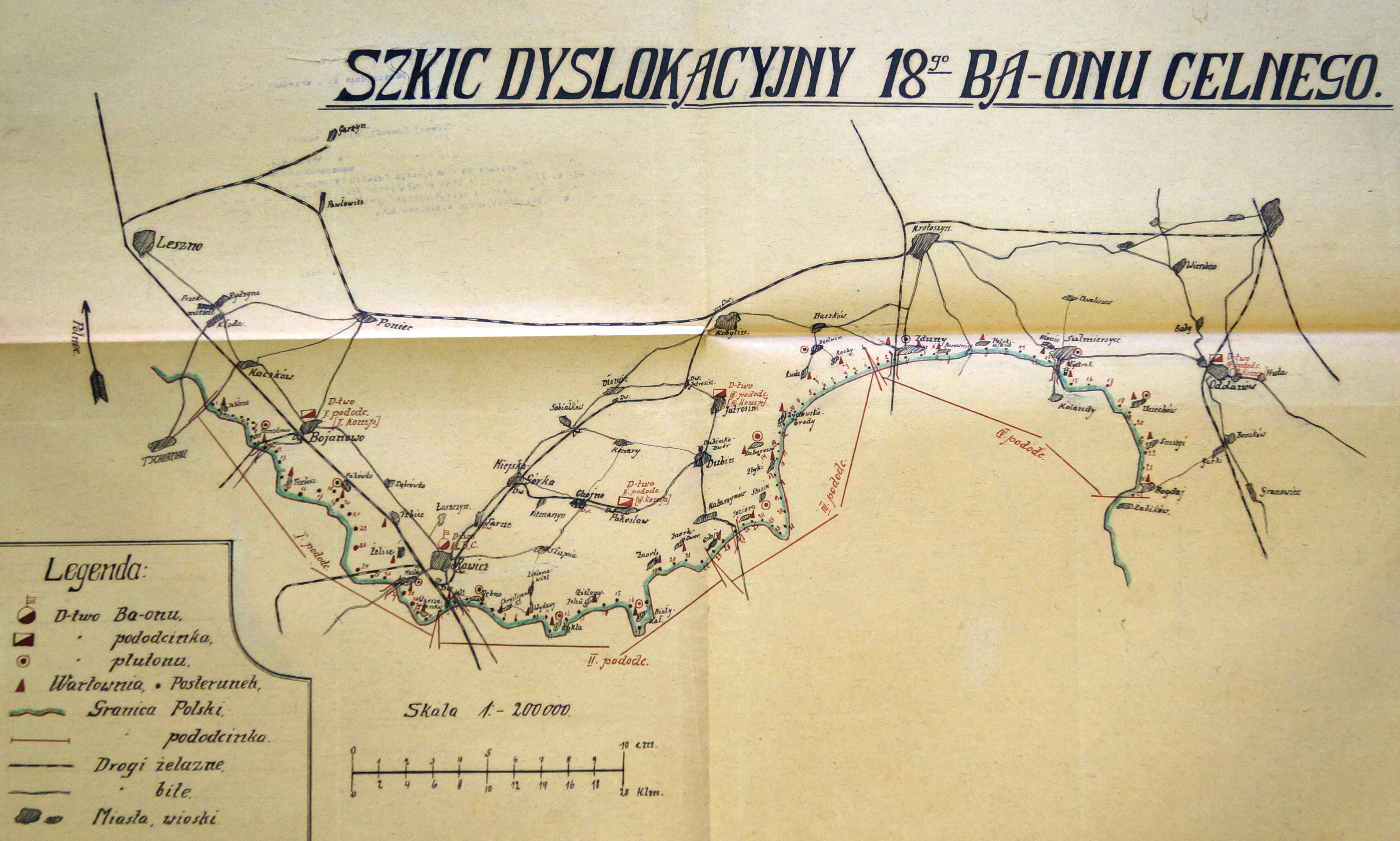
Szkic rozmieszczenia 18 batalionu celnego „Rawicz”

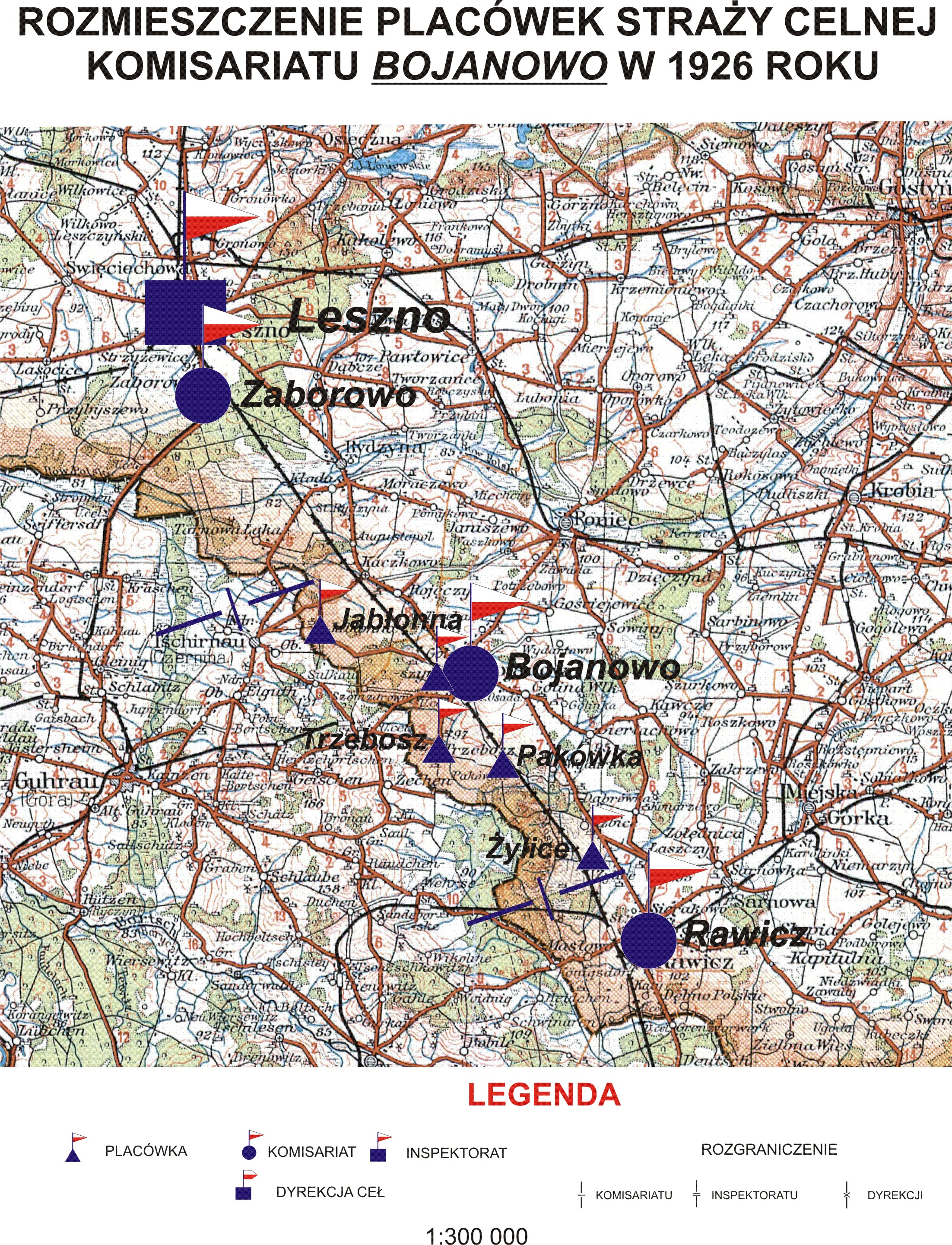
Rozmieszczenie placówek Straży Celnej Komisariatu Bojanowo

Placówka Straży Celnej „Żylice” – jednostka organizacyjna Straży Celnej pełniąca w okresie międzywojennym służbę ochronną na granicy polsko-niemieckiej.

## Formowanie i zmiany organizacyjne
Na wniosek Ministerstwa Skarbu, uchwałą z 10 marca 1920 roku, powołano do życia Straż Celną. Od połowy 1921 roku jednostki Straży Celnej rozpoczęły przejmowanie odcinków granicy od pododdziałów Batalionów Celnych. Proces tworzenia Straży Celnej trwał do końca 1922 roku. Placówka Straży Celnej „Żylice” weszła w podporządkowanie komisariatu Straży Celnej „Bojanowo” z Inspektoratu SC „Leszno”.
W drugiej połowie 1927 roku przystąpiono do gruntownej reorganizacji Straży Celnej. W praktyce skutkowało to rozwiązaniem tej formacji granicznej. Ochronę północnej, zachodniej i południowej granicy państwa przejęła powołana z dniem 2 kwietnia 1928 roku Straż Graniczna.
Rozkazem nr 3 z 25 kwietnia 1928 roku w sprawie organizacji Wielkopolskiego Inspektoratu Okręgowego dowódca Straży Granicznej gen. bryg. Stefan Pasławski powołał komisariatu SG „Rawicz”, a 15 września 1928 dowódca Straży Granicznej rozkazem nr 7  w sprawie zmian dyslokacji Wielkopolskiego Inspektoratu Okręgowego podpisanym w zastępstwie przez mjr. Wacława Szpilczyńskiego ustanowił placówkę Straży Granicznej I linii „Żylice”.

## Funkcjonariusze placówki
Kierownicy placówki
| stopień    | imię i nazwisko, numer | okres pełnienia służby | kolejne stanowisko |
| ---------- | ---------------------- | ---------------------- | ------------------ |
| przodownik | Walenty Pyszak (1243)  | był w 1926             |                    |

Obsada personalna placówki w 1926:
- przodownik Walenty Pyszak (1243)
- strażnik Franciszek Mądry (715)
- strażnik Antoni Antkowiak (828)
- strażnik Wacław Pokładek (1602)
- strażnik Józef Cebra (575)
- strażnik Józef Migdalczyk (2859)
- strażnik Stanisław Poprawski (2641)
- strażnik Wojciech Snella (1281)
- strażnik Stanisław Olejniczak (3019)